# Ptičja gripa
Ptičja gripa je zarazna bolest ptica koju uzrokuju pojedini sojevi virusa vrste Influenzavirus A (neki drugi sojevi tog virusa uzrokuju epidemije čovječje gripe). Virus influence izuzetno je varijabilan i podložan stalnim genetskim promjenama (mutacijama i izmjeni gena među sojevima) te se pojavljuje u velikom broju podtipova i sojeva, od kojih samo manji broj dovodi do izražene bolesti u ptica. Jedan je takav patogeni soj, podtipa H5N1, prvi put zabilježen 1997. u Hong Kongu i od tada se proširio velikim dijelom Azije i istočne Europe. Ukupan broj ptica koje su umrle od gripe ili su usmrćene zbog sprječavanja širenja zaraze procjenjuje se na oko 120 milijuna.
Kao i kod nekih drugih sojeva ptičje gripe, za patogeni soj H5N1 zabilježeni su izolirani slučajevi infekcije ljudi, njih nešto više od 120 u zemljama jugoistočne Azije, od kojih je polovica završila smrću oboljelih. U svom sadašnjem obliku virus ipak nije osobito opasan za opću ljudsku populaciju jer nema prijenosa s čovjeka na čovjeka, tako da su infekciji izložene samo osobe u relativno intenzivnom kontaktu s oboljelim pticama. S druge strane, mnogi virolozi upozoravaju na veliku mogućnost, pa čak i izvjesnost promjene u genetskom sastavu soja kojom bi postao prenosiv među ljudima, što bi moglo dovesti do pandemije slične španjolskoj gripi 1918. s velikom smrtnošću (do 5% oboljelih).